# Vammalan Shakkikerho
Vammalan Shakkikerho – fiński klub szachowy z siedzibą w Sastamali, mistrz kraju w sezonie 2020/2022.

## Historia
Protoplastą klubu jest Tyrvään-Vammalan Shakkikerho, założony w 1945 roku. W 1956 roku nastąpiło połączenie z Tyrvään Työväen Shakkikerho. W 1973 roku nazwę klubu zmieniono na Vammalan Shakkikerho. W 1999 roku klub przegrał mecz barażowy o SM-liigę z Garde Helsinki 1:6, podobnie w roku 2002 z TuTS Turku. W 2003 roku klub po raz pierwszy w historii awansował do SM-liigi. W inauguracyjnym sezonie w najwyższej klasie rozgrywkowej VammSK zajął ostatnie, dziesiąte miejsce i spadł z ligi, powracając do niej w 2008 roku. W sezonie 2008/2009 klub zajął czwarte miejsce w rozgrywkach. W 2015 roku nastąpił kolejny spadek. W 2018 roku Vammalan Shakkikerho powrócił do SM-liigi. W sezonie 2020/2022 zespół zdobył mistrzostwo kraju. Jego zawodnikami byli wówczas m.in. Ņikita Meškovs i Arturs Neikšāns.